# Jerry Avenaim

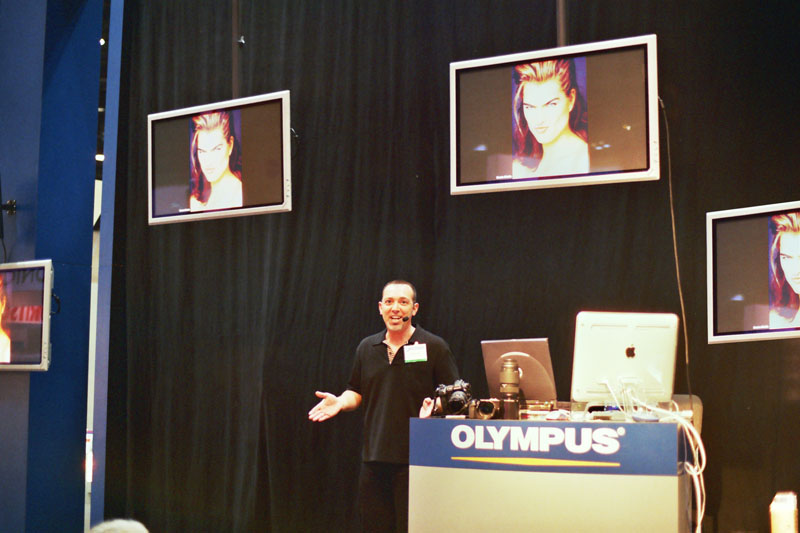
Samantha Avenaim: Jerry Avenaim při přednášce PMA v Orlandu na Floridě

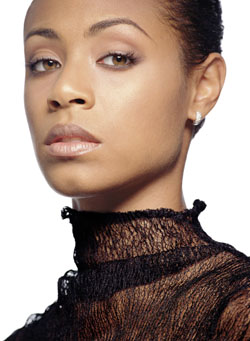
Jerry Avenaim: Jada Pinkett Smith, pořízeno pro Vogue

Jerry Avenaim (* 21. srpna 1961 Chicago, Illinois) je americký portrétní fotograf známý svými módními fotografiemi a snímky celebrit.

## Mládí
Avenaimovy rodiče odešli z Egypta do Paříže během Suezské krize v roce 1950, z níž se později vyvinul ozbrojený konflikt mezi Egyptem na jedné straně a aliancí Velké Británie, Francie a Izraele na straně druhé. Později emigrovali do Spojených států, kde se Jerry Avenaim narodil. Jako dospívající dostal Avenaim svůj první fotoaparát – plně manuální 35mm Exaktu, kterou jeho otec přivezl z Paříže. Časem se dostali až do Chicaga v Illinois.

## Kariéra

### Rané dílo
Ve svých 19. letech začal Avenaim svou kariéru jako asistent fotografa Patricka Demarcheliera v New Yorku. Když v roce 1985 začal samostatně pracovat, dostal jako první úkol od zahraniční periodikum  Vogue připravit obálku s modelkou Cindy Crawford. Později žil a pracoval v Miláně pro italský Vogue pod vedením šéfredaktorky Franci Sozzani.

### Komerční fotografie
Avenaim bydlí v Los Angeles v Kalifornii a zaměřuje se především na portrétní fotografii vysoce postavených klientů. Avenaim fotografoval modelky a modely pro magazíny jako Vogue, GQ, Newsweek nebo Glamour. Jeho snímky se dostaly na obálky magazínů Vogue, Newsweek, People, TV Guide nebo Detour. Avenaimovy portréty celebrit obsahují například osobnosti jako Halle Berryová, Helen Hunt, James Caan, Mel Gibson, Phil McGraw, Angela Bassettová, Patricia Arquette, Brooke Shields nebo Julia Roberts. Avenaimova fotografie herečky Halle Berryové se objevila na obálce magazínu Ebony magazine v listopadu 2002.
Roku 2003 se Avenaim zúčastnil pořadu ZugaPhoto.TV, ve které šlo o "techniku fotografování Halle Berryové". Pro společnost ZugaPhoto.TV zhotovil DVD Jak dělat skvělé snímky (How to Take Great Pictures) které vyšlo roku 2004. Roku 2003 dokončil dílo na knize portrétních aktů nazvané Naked Truth. Roku 2004 Avenaim vedl živý kurs fotografování a workshop na festivalu PhotoImaging & Design Expo (PIDE) v San Diegu v Kalifornii a roku 2005 na konferenci PIDE vedl dvoudílný seminář s tématem portrétování celebrit a osvětlovací techniky.
Agentura J. Walter Thompson si roku 2005 Avenaima vybrala, aby fotografoval country zpěváka Tobyho Keitha na jeho reklamní kampani pro společnost Ford a sportovní kola. Avenaimova fotografie Donalda Trumpa se roku 2005 dostala na obálku knihy Donald Trump: Master Apprentice od Gwendy Blairové. Naked Truth nebyla ještě do roku 2006 publikována, ale v tom čase Avenaim již pracoval na knize s názvem LUMINOSITY: The Fine Art of Photographing Celebrities. Fotograf Rolando Gomez se o osvětlovací technice, kterou se naučil od Avenaima, zmínil ve své knize Garage Glamour: Digital Nude and Beauty Photography Made Simple z roku 2006. Avenaima jako "elitního fotografa" sponzoruje společnost Lexar, výrobce paměťových karet a dalších digitálních médií.

## Uznání a ocenění
- American Photographer New Faces 1988[20]
- Kodak Icon Award 2005[21]

## Galerie

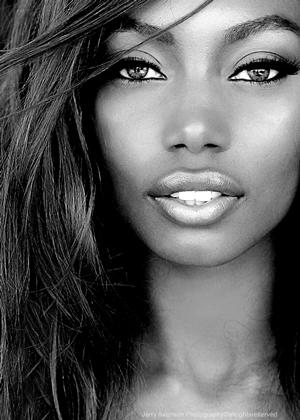
Vilayna LaSalle, 2007
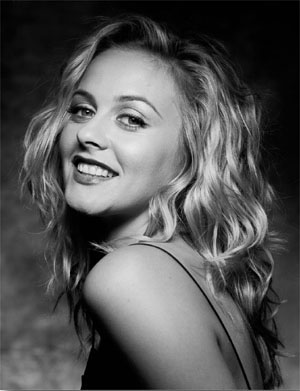
Alicia Silverstone, 2005
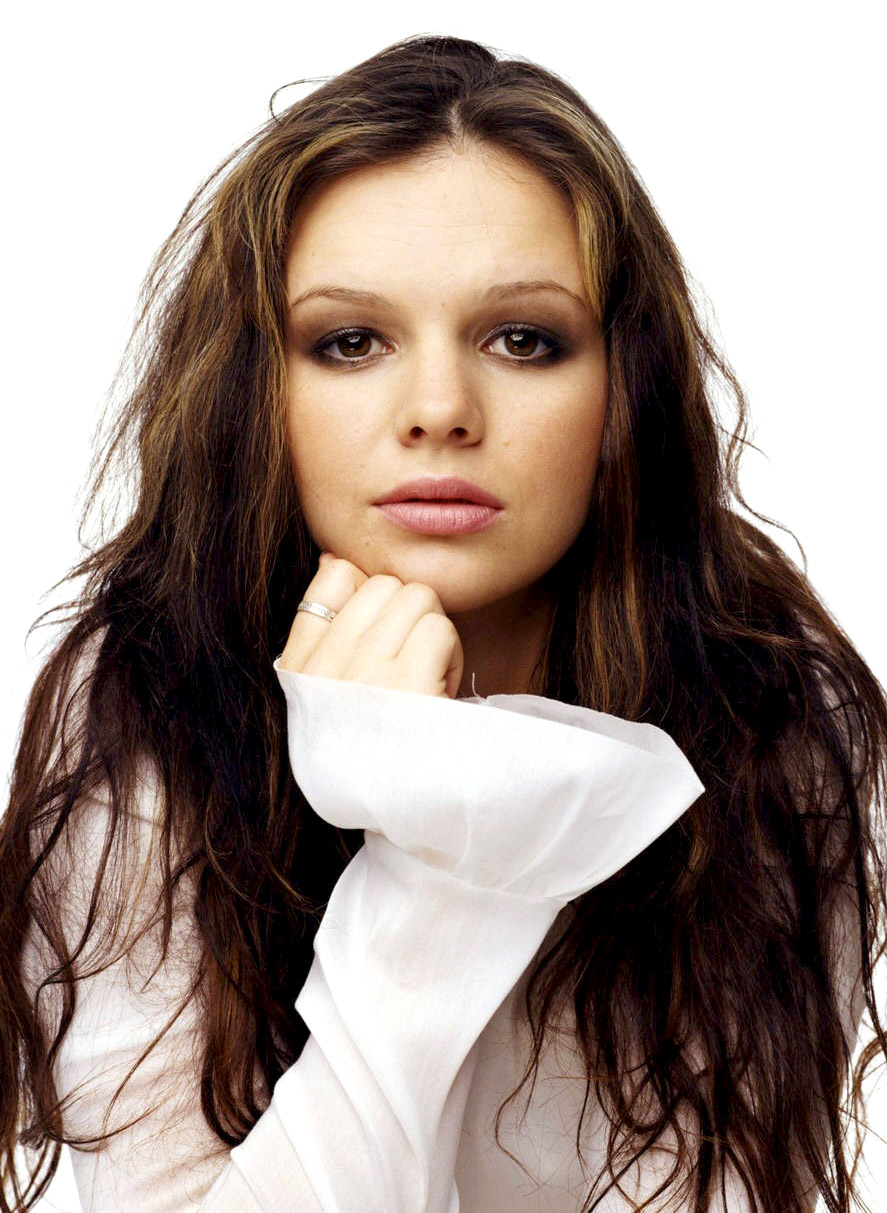
Amber Tamblyn,
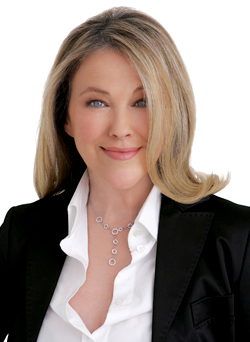
Catherine O'Hara
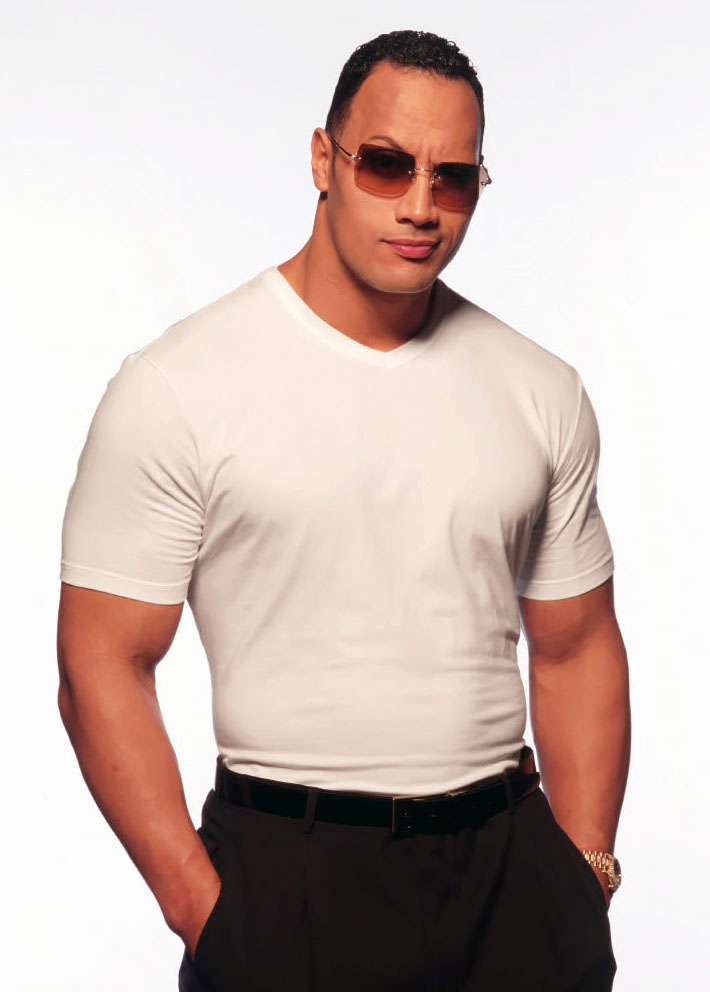
Dwayne "The Rock" Johnson, 2005
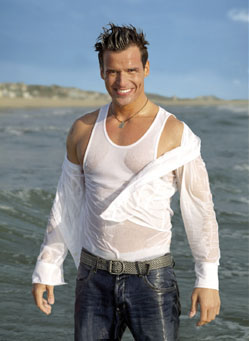
Antonio Sabato mladší, 2006
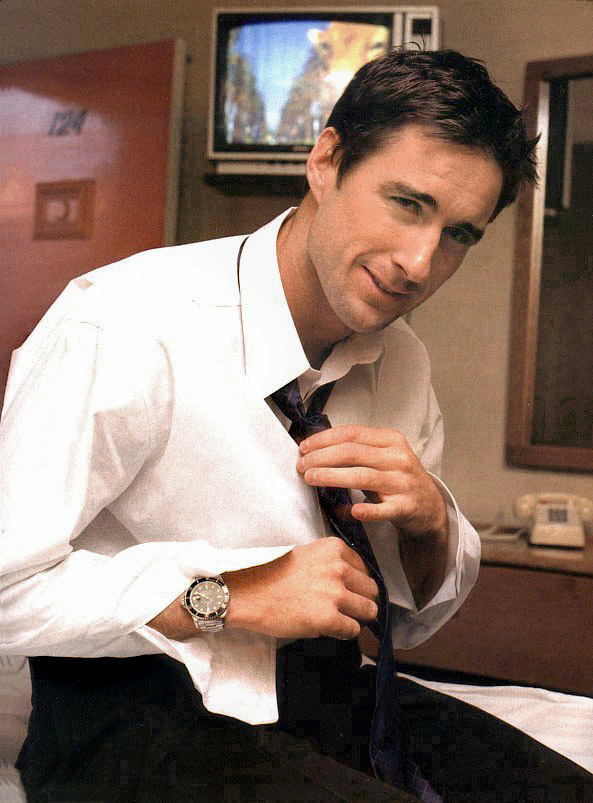
Luke Wilson, 2003
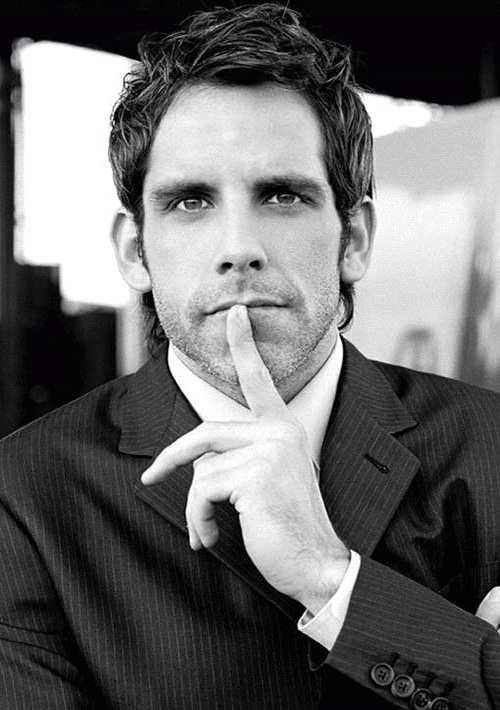
Ben Stiller